# عاتكة بنت المهلب

## نسبها
هي عاتِكَة بنت المهلب بن سُراق بن صُبح بن كندي بن عَمرو العتكيّة الأزديّة ، سيّدة عُمانية من أزد عُمان، نشأت في أواخر القرن الأول الهجري في بيت شرف ومَكانة وترعرعت وسط بيئة عربية إسلامية ، إذ خرجت من بطون آل المُهلب اللذين عُرِفوا على مر الزمن بفتوحاتهم ونصرهم ورفعهم لراية التوحيد، فقد كان والدها القائد العسكري فاتِح جرجان وطبرستان.

## سيرتها ودورها في نشر المذهب الإباضي
كانت عاتِكَة فقيهة وحكيمة وبليغة وكانت من النساء القِلّة المشهورات بغزارة عِلمهِن آنذاك، غير أن التاريخ ظلمها ولم يُسطّر عن أخبارها إلا نزراً قليلاً جداً، فلا يوجد في كُتب المؤرخين أيّ تاريخ يُثبت ولادتها، ولا يُعرَف حتى كم عاشت من العُمر وكيف أمضت سنين حياتها، إلا أن المُشاع عنها أنها كانت تعيش في البصرة، وقيل أن سبب معيشتها فيها أن جدّها كان مِمَن هاجروا من ولاية دبا في سلطنة عُمان إلى الرسول صلى الله عليه وسلم ومن ثم نزلوا واستقروا في البصرة وأمضوا فيها بقية حياتهم ،
وفي تلك الفترة كان الإمام جابر بن زيد وغيره من كبار سادة الإباضية يعيشون في البصرة أيضاً، فتلقّت عاتِكَة العِلم على يد جابر بن زيد وكانت واحدة من تلاميذه حتى بلغت درجة عالية من الفِقه والبلاغة وتأثرت بشِدّة بالمذهب الإباضي بل وكانت من أشد المناصرين له ، لتقوم بعد ذلك بدورها في نشره بين النساء ولعل ما ساعدها في ذلك إلى جانب عِلمها وشُهرتِها أنها كانت خطيبة مُفوّهة وذات كلمة مسموعة مما دفع النساء إلى التأثر بها، فكَرّست جُلّ حياتها لنشر المذهب الإباضي إلى جانب علوم الدين وغيرها وكانت مرجعاً للنساء يرجِعن إليها في كُل ما صَعُب عليهنَ فهمُه ولم تكُن تبخل على أحد بالإجابة أبداً،
ونظراً لما كانت عليه الحال في البصرة، وقيام الأمويون بتعقُّب كُل من تأثّر بالمذهب الإباضي وتعذيبهم وفِعل أسوء الأفاعيل فيهم، كان لابد من أن تختفي عاتِكَة عن الأنظار ولا تظهر كثيراً إلا فيما عُرِف عنها من تدريس النساء، وقيل بأن جابر بن زيد كان يزورها في منزلها وتسأله فيما أشكل عليها من المسائل ، وتتلقى كذلك منه بعض الأفكار لتنشرها في صفوف النساء،
وعلى صعيد السياسة لم يكُن لعاتِكَة أيّ أدوار سياسيّة سُجِلت في التاريخ الإباضي تحديداً وفي التاريخ القديم عموماً، بل كان دورها يتلخّص في مساعدة جابر بن زيد في نشر أفكار المذهب الإباضي ونشر العقيدة الصافية والعِلم الحق، وعُرِف عنها أنها كانت ذات يدٍ بيضاء كثيرة الإنفاق والبذل في سبيل الله عزّ وجل وفي نُصرَة المذهب الإباضي ، فضلاً عن إنفاقها على الفقراء والمساكين والمحتاجين.

## مِمَا روي عنها
بالرجوع إلى الكُتب التاريخية القليلة التي تحدّثت عن عاتِكَة بنت المُهلّب نجِد أن كُل من تحدّث عنها لا يزيد عن قِصّتِها التي وردت على لسان أبا سُفيان الذي قال: دخل أبو نوح على عاتِكَة بنت المُهلّب – وكانت من المُسلِمات – فقال: كأنّي أرى مجلِس رجل، قالت: الآن خرج من عندي الأحول – تعني جابر بن زيد – فقال: فهل ظفرتِ منه بشيء؟ قالت: سألتُه عن لِباس الخُفّين، قال: إن كُنتِ تلبسينهُما من حَر الأرض وبردِها وخُشونتِها فلا بأس فلا تُبالين وإن انكشفا، وإن لبِستِهما لغير ذلك فلا تُبديهِما، وعن حُلِي لبنات أخي يُستعار منّي فَيُقوَّم بِمال، فقال: إن أعرتِهِ فاضمَني فأنتِ ضامِنة، وعن عَبدٍ كان من أنْفَسِ مالي عندي وأوثَقِهِ، فأعتَقتُه ثم استخلفتُه على ضَيعتي، قال: لا، أخرِجيه من ذلك ولا تُدخِليه في شيء من منافِعكِ.